# Francis Meirens
Francis Meirens (7 januari 1962) is een Belgische voormalige atleet die gespecialiseerd was in de lange afstand. Hij veroverde één Belgische titel.

## Biografie
Meirens speelde in zijn jeugd voetbal. Tijdens zijn opleiding regent Lichamelijke opvoeding raakte hij in contact met de zwemsport en werd hij zelfs trainer. Toen hij in Brussel ging werken, begon hij te lopen om zijn conditie op peil te houden. Op 26-jarige leeftijd debuteerde hij op de marathon. Hij won de Heirbaanmarathon tussen Tienen en Tongeren. In 1991 dook hij in Berlijn voor het eerst onder de 2u20. In 1992 won hij de Guldensporenmarathon, die tevens dienst deed als Belgisch kampioenschap.
In 2002 kondigde hij op 40-jarige leeftijd met atletiek te stoppen. Enkele maanden later hervatte hij evenwel.
Meirens was aangesloten bij Daring Club Leuven Atletiek (DCLA). Beroepsmatig was hij lange tijd sportfunctionaris bij de gemeente Gingelom. In 2009 werd hij diensthoofd Vrije Tijd.

## Belgische kampioenschappen
Outdoor
| Onderdeel | Jaar |
| --------- | ---- |
| marathon  | 1992 |

## Persoonlijke records
| Onderdeel | Prestatie | Datum             | Plaats  |
| --------- | --------- | ----------------- | ------- |
| 5000 m    | 14.34,44  | 1992              |         |
| 10.000 m  | 30.27,0   | 1990              |         |
| marathon  | 2:19.41   | 27 september 1991 | Berlijn |

## Palmares

### halve marathon
- 1996:  Tungri Run – 1:03.37
- 1999:  Tungri Run – 1:06.24
- 2000:  Tungri Run – 1:06.55
- 2001:  Tungri Run – 1:09.59

### marathon
- 1992:  Guldensporenmarathon/BK AC – 2:20.49